# Прежень (комуна)
Прежень, Прежені (рум. Prăjeni) — комуна у повіті Ботошані в Румунії. До складу комуни входять такі села (дані про населення за 2002 рік):
- Кимпень (673 особи)
- Луперія (797 осіб)
- Мілетін (651 особа)
- Прежень (1169 осіб)

Комуна розташована на відстані 348 км на північ від Бухареста, 37 км на південний схід від Ботошань, 58 км на північний захід від Ясс.

## Населення
За даними перепису населення 2002 року у комуні проживали 3290 осіб.
Національний склад населення комуни:
| Національність | Кількість осіб | Відсоток |
| -------------- | -------------- | -------- |
| румуни         | 3271           | 99,4%    |
| цигани         | 19             | 0,6%     |

Рідною мовою назвали:
| Мова      | Кількість осіб | Відсоток |
| --------- | -------------- | -------- |
| румунська | 3282           | 99,8%    |
| циганська | 8              | 0,2%     |

Склад населення комуни за віросповіданням:
| Релігія        | Кількість осіб | Відсоток |
| -------------- | -------------- | -------- |
| православні    | 3266           | 99,3%    |
| бретрени       | 23             | 0,7%     |
| греко-католики | 1              | < 0,1%   |